# 托马斯·阿伦斯
托马斯·阿伦斯（德語：Thomas Ahrens，1948年5月27日—），德国男子赛艇运动员。他曾代表德国联队参加1964年夏季奥林匹克运动会赛艇比赛，获得男子八人单桨有舵手银牌。